# Alvaiázere
Alvaiázere és un municipi portuguès, situat al districte de Leiria, a la regió del Centre i a la subregió de Pinhal Interior Norte. L'any 2006 tenia 7.941 habitants. Limita al nord amb Ansião, al nord-est amb Figueiró dos Vinhos, al sud-est amb Ferreira do Zêzere, al sud-est amb Ourém i a l'oest amb Pombal. El nom del municipi prové de l'àrab Al-Baiaz (falconer).

## Població
| Població del concelho d'Alvaiázere (1801 – 2004) | Població del concelho d'Alvaiázere (1801 – 2004) | Població del concelho d'Alvaiázere (1801 – 2004) | Població del concelho d'Alvaiázere (1801 – 2004) | Població del concelho d'Alvaiázere (1801 – 2004) | Població del concelho d'Alvaiázere (1801 – 2004) | Població del concelho d'Alvaiázere (1801 – 2004) | Població del concelho d'Alvaiázere (1801 – 2004) | Població del concelho d'Alvaiázere (1801 – 2004) |
| ------------------------------------------------ | ------------------------------------------------ | ------------------------------------------------ | ------------------------------------------------ | ------------------------------------------------ | ------------------------------------------------ | ------------------------------------------------ | ------------------------------------------------ | ------------------------------------------------ |
| 1801                                             | 1849                                             | 1900                                             | 1930                                             | 1960                                             | 1981                                             | 1991                                             | 2001                                             | 2004                                             |
| 3477                                             | 6426                                             | 11936                                            | 12870                                            | 13583                                            | 10510                                            | 9306                                             | 8438                                             | 8112                                             |

## Freguesies
- Almoster
- Alvaiázere
- Maçãs de Caminho
- Maçãs de Dona Maria
- Pelmá
- Pussos
- Rego da Murta